# Notodactylus handschini
Notodactylus handschini is een platworm (Platyhelminthes). De worm is tweeslachtig. De soort leeft parasitair op of in mariene dieren.
Het geslacht Notodactylus, waarin de platworm wordt geplaatst, wordt tot de familie Temnocephalidae gerekend. De wetenschappelijke naam van de soort werd voor het eerst geldig gepubliceerd in 1945 door Jean G. Baer, directeur van het zoölogisch instituut van de universiteit van Neuchâtel.
Baer vond de platworm in een bokaal met een kreeftachtige uit de familie Parastacidae, afkomstig uit Nederlands-Nieuw-Guinea. Baer noemde de soort naar zijn collega, de entomoloog Eduard Handschin van het museum van natuurwetenschappen in Basel, die hem een aantal dergelijke bokalen ter beschikking gesteld had.
Deze soort is later in een nieuw geslacht Notodactylus geplaatst, waarvan het de enige vertegenwoordiger is.
De worm leeft ectosymbiotisch op de kreeft Cherax quadricarinatus. Een volwassen worm is 1 tot 1,5 mm lang en 0,75 tot 1 mm breed. T. handschini is uniek onder de platwormen door de rijen van dicht bijeenstaande schubben die de volledige epidermis op de rug bedekken. De schubben zijn tot 100 µm groot en bestaan uit glycoproteïne. De schubben zijn goudbruin en begroeid met bacteriën, diatomeeën, groene algen, sessiele raderdiertjes en dergelijke.